# Artur Oliveira
Artur Duarte de Oliveira (Rio Branco, 27 dicembre 1969) è un allenatore di calcio ed ex calciatore brasiliano, di ruolo attaccante.

## Carriera
Nato a Rio Branco, nello stato di Acre, Artur militò in varie squadre brasiliane prima di approdare, ventiduenne, al Boavista, nel campionato portoghese. Nella prima stagione in Portogallo segnò 13 gol in 25 presenze in Primeira Divisão nel 1992-1993, contribuendo al quarto posto finale del Boavista. Tra il 1994 e il 1996 segnò 29 gol in campionato. 
Nel 1996 passò al Porto, dove trascorse tre anni vincendo sei trofei, tra cui 3 titoli nazionali di fila. Il 18 settembre 1996 fu tra i cinque calciatori che andarono in gol nella partita vinta per 5-0 fuori casa contro il Benfica, che, dopo la vittoria per 1-0 dell'andata, consegnò al Porto la Supercoppa di Portogallo. Nella Champions League 1996-1997 fu autore di 4 gol. All'inizio del 1999 Artur tornò in patria e debuttò nella Série A brasiliana a 29 anni, con il Vitória. Nel 2004 chiuse la carriera nel Remo, nelle cui file aveva già militato. 

## Palmarès

### Giocatore

#### Competizioni statali
- Campionato Paraense: 2

Remo: 1991, 2004
- Campionato Baiano: 2

Vitória: 1999, 2000
- Campionato Catarinense: 2

Figueirense: 2002, 2003

#### Competizioni nazionali
- Supercoppa di Portogallo: 3

Boavista: 1992
Porto: 1996, 1999
- Campionato portoghese: 3

Porto: 1996-1997, 1997-1998, 1998-1999
- Coppa del Portogallo: 1

Porto: 1997-1998

### Allenatore

#### Competizioni statali
- Campionato Paraense: 4

Remo: 2007, 2008, 2018, 2019
- Campeonato Acriano Segunda Divisão: 1

Galvez: 2012

#### Competizioni nazionali
- Campeonato Brasileiro Série D: 1

São Raimundo-PA : 2009